# 久七トンネル
久七トンネル（きゅうしちトンネル）は、国道267号の熊本県人吉市と鹿児島県伊佐市の間を結ぶ長大トンネルである。

## 概要
旧道の久七峠は幅員が狭く、車とのすれ違いが困難なため、また急カーブ、急坂が続き、夏季は土砂崩れ・崩土、冬季は積雪・路面凍結等による交通規制が発生する等、交通の隘路となっていた。このため、久七峠を貫くバイパス（トンネル）建設が行われた。1994年に事業開始、2004年4月28日に完成2車線で供用開始した。
長さは3,945 m。開通当時、九州地方の無料道路および鹿児島県の道路では最長のトンネルとなり、2002年に開通した鹿児島県道561号神之川内之浦線（鹿児島県肝付町）の国見トンネルの記録（3,300 m）を塗り直した（一般国道の最長は1996年に開通した国道265号の国見トンネルで2,777 m）が、2015年（平成27年）3月22日に開通した網野子トンネル（国道58号、鹿児島県奄美市 - 同県大島郡瀬戸内町、4,243 m）に抜かれ、2018年現在、鹿児島県では北薩トンネル、網野子トンネルに次いで3番目の延長を有する。有料道路を含めた九州最長の道路トンネルは、九州自動車道の肥後トンネルである（二番目は加久藤トンネル）。

## 道路管理者
久七トンネル上に熊本県・鹿児島県境が存在していることから、2004年（平成16年）に「一般国道267号久七トンネルの管理及び費用負担に関する協定」が熊本県と鹿児島県で締結され、トンネルの管理は鹿児島県が行い、費用は各県に属する区間分を負担することとしている。

## 関連事項
- 九州地方の道路一覧